# Банди, Крис
Крис Ба́нди (англ. Chris Gbandi; 7 апреля 1979, Бонг-Майнс, Бонг, Либерия) — либерийский футболист, выступавший на позиции левого защитника, и футбольный тренер.

## Биография

### Ранние годы и начало карьеры
Банди переехал из Либерии в США, обосновавшись в Хьюстоне, штат Техас, в 1989 году. Гражданином США стал в 2001 году.
В 1998—2001 годах Банди обучался в Коннектикутском университете по специальности «Социология» и играл за университетскую футбольную команду «Юконн Хаскис» в Национальной ассоциации студенческого спорта. В 1998 году был признан лучшим новичком в Конференции Big East. По три раза, в 1999, 2000 и 2001 годах, признавался лучшим игроком оборонительного плана в Конференции Big East и включался в первую всеамериканскую символическую сборную. В 2000 году помог «Юконн Хаскис» выиграть национальный чемпионат, забив победный гол в финале против «Крейтон Блюджейс», команды Крейтонского университета, и удостоился «Херманн Трофи», приза лучшему игроку студенческого футбола США.
На третьем курсе университета проходил просмотры в испанском «Тенерифе» и норвежской «Волеренге».
Младший брат Криса — Сэнди — также стал футболистом.

### Клубная карьера
10 февраля 2002 года на Супердрафте MLS Банди был выбран под общим первым номером клубом «Даллас Бёрн». Сезон 2002 полностью пропустил из-за разрыва передней крестообразной связки коленного сустава, полученного в декабре 2001 года. Его профессиональный дебют состоялся 26 апреля 2003 года в матче против «Нью-Инглэнд Революшн», в котором он вышел на замену на 63-й минуте вместо Пола Брума. 31 мая 2003 года в матче против «Ди Си Юнайтед» забил свой первый гол в профессиональной карьере. По итогам сезона 2006 был назван защитником года «Далласа».
В январе 2007 года Банди согласовал контракт с клубом норвежского Типпелигаена «Старт», но, после того как он не прошёл медицинское обследование, переход сорвался.
7 февраля 2008 года Банди перешёл в клуб Первого дивизиона Норвегии «Хёугесунн», подписав трёхлетний контракт. Сумма трансфера составила немногим более 400 тыс. норвежских крон. За «Хёугесунн» он дебютировал 6 апреля 2008 года в матче стартового тура сезона против «Нутоддена». 20 апреля 2008 года в матче против «Нюбергсунна» забил свой первый гол за «Хёугесунн». Помог клубу в сезоне 2009 Первого дивизиона занять первое место и выйти в Типпелигаен.
2 марта 2010 года Банди вернулся играть в США, подписав контракт с клубом Второго профессионального дивизиона «Майами». Дебютировал за «синих» 17 апреля 2010 года в матче против «Ванкувер Уайткэпс».

### Международная карьера
За сборную Либерии Банди сыграл три матча. Дебютировал за «одиноких звёзд» 10 октября 2004 года в матче квалификации чемпионата мира 2006 против сборной Сенегала.

### Тренерская карьера
В августе 2011 года вернулся в свою альма-матер — Коннектикутский университет, заняв должность помощника директора футбольной программы.
В 2012 году стал ассистентом главного тренера футбольной команды Колледжа Святого Креста «Холи Кросс Крусейдерс».
В 2014 году перешёл на пост ассистента в футбольной команде Дартмутского колледжа «Дартмут Биг Грин».
11 января 2016 года Банди был назначен главным тренером футбольной команды Северо-Восточного университета «Нортистерн Хаскис».
16 декабря 2021 года Банди был назначен главным тренером команды Коннектикутского университета.

## Достижения
Командные
 «Хёугесунн»
- Победитель Первого дивизиона: 2009